# TACAM R-2驅逐戰車
TACAM R-2（羅馬尼亞語：Tun Anticar pe Afet Mobil，意為自走反坦克砲）是羅馬尼亞在第二次世界大戰中使用的驅逐坦克。它結合了R-2輕型坦克的底盤與在戰爭中擄獲的蘇聯76.2公釐ZiS-3野戰砲而成。該車有一個3人戰鬥艙來保護乘員和火砲。1944年時，有20輛TACAM R-2被生產了出來，但只有一輛已知現存車。該車也參加了布達佩斯攻勢與解放捷克斯洛伐克的戰鬥。

## 發展
到了1942年12月，羅馬尼亞的R-2輕型坦克明顯已無法應付蘇聯的中型坦克，但他們仍需要繼續以其戰鬥，因此增加了該坦克的使用功能，決定以德國的黃鼠狼II和羅馬尼亞自己的TACAM T-60驅逐戰車（仍在發展中）為參考，將R-2坦克改裝為驅逐坦克。1943年夏季後，羅馬尼亞軍將一輛R-2坦克的砲塔卸下以作測試樣車，並把一具繳獲的蘇聯76.2公釐M-1936 F-22野戰砲去除砲架，加裝於新造的砲座上，再移到沒有砲塔的R-2坦克上。戰鬥艙的裝甲由繳獲的蘇聯坦克利用建造而成，並裝載新的羅馬尼亞和德國製瞄準器以適應羅馬尼亞的彈藥。經過1943年晚期的測試證明，該火砲並未超出底盤的負荷，但若要有效對付蘇聯坦克主力—T-34坦克則要在距離500-600公尺內擊中才行。之後布加勒斯特的里歐尼達（Leonida）公司計畫要改裝該車40輛，但因為德國未交付生產比F-22砲還強的ZiS-3火砲而遲遲無法進行（已在測試中決定以ZiS-3取代F-22）。
有人提出重新武裝該車能更有效抵抗新的蘇聯坦克—IS系列坦克的論點，認為該車不是搭載羅馬尼亞本國製的75公釐雷希察1943型反坦克砲（Reşiţa）就是德國的88公釐砲，但在1944年8月羅馬尼亞倒戈前，軍方都未進行任何改裝作業。

## 論述
TACAM R-2主要武器為一門76.2公釐ZiS-3砲，搭載在R-2輕型坦克去除砲塔的底盤上。該砲由三面環繞的裝甲所保護與固定，部份的砲盾與艙頂裝甲有10到17公釐厚。該車的裝甲鋼板取自於繳獲的蘇聯BT-7和T-26坦克。該砲可以左右擺動30度、仰角15度、俯角則5度。共可搭載30發主砲彈藥，包括21發高爆彈和9發穿甲彈。底盤部份基本上與R-2相同，並保留了原本搭載的7.92公釐ZB-53機槍。車體裝甲厚度約在8到25公釐之間。該車可穿越2公尺深的壕溝、爬過5公尺高的障礙物以及渡過8公尺深的溪流。

## 服役歷史
里歐尼達於1944年2月後半開始進行改裝作業，第一批的20輛TACAM R-2已於同年6月底完成。但其生產沒多久就宣告終止，原因是該砲被認為不足以對抗蘇聯的新銳重坦克—IS-2。生產出的車裡，其中10輛於1944年7月被安排送往第63自走反坦克連，而後更被派至第1裝甲訓練師（1st Armored Training Division）。TACAM R-2被分發後好一段時間沒有進行過戰鬥，直到羅馬尼亞倒戈到同盟國一方。一個擁有12輛TACAM R-2的連被派往北方的尼古列斯庫支隊（Niculescu Detachment）單位裡，並駐防於特兰西瓦尼亚，以防止軸心國從匈牙利復仇性地反擊。之後羅馬尼亞軍又增加了4輛TACAM R-2至尼古列斯庫支隊中，還在9月29日另組了一個特別「裝甲群」，計畫掃除特兰西瓦尼亚附近的軸心國軍。該作戰後來成功，裝甲群部隊解散，軸心國軍最後被迫於1944年10月25日離開羅馬尼亞境內。
後來12輛的TACAM R-2在1945年2月被分發到了於斯洛伐克前線的第2裝甲團。蘇軍很快的就繳獲了大部分的TACAM R-2以交換一些繳獲的德國坦克，但有2輛一直到3月31日仍在服役中，並到了4月24日仍還在使用。其中一輛在4月30日前就已遭破壞，而另一輛則在5月掃蕩布爾諾附近的德軍時受創。當該團於1945年5月14日返回布加勒斯特時，沒有一輛車倖存。
現在還有一輛TACAM R-2保存於布加勒斯特的羅馬尼亞國家軍事博物館。

## 資料來源
1. ↑  Axworthy, pp. 223, 225
2. ↑  Kliment and Francev, p. 199
3. ↑  Axworthy, p. 225
4. ↑  Axworthy, pp. 194-201
5. ↑  Axworthy, pp. 212-13
6. ↑  .   [2009-05-21]. （原始内容存档于2008-05-12） （罗马尼亚语）.